# NGC 517
NGC 517 is een lensvormig sterrenstelsel in het sterrenbeeld Vissen. Het hemelobject ligt 173 miljoen lichtjaar (52,9 × 106 parsec) van de Aarde verwijderd en werd op 13 september 1784 ontdekt door de Britse astronoom William Herschel.

## Synoniemen
- GC 301
- 2MASX J01244381+3325465
- H 3.168
- h 114
- MCG +05-04-054
- PGC 5214
- UGC 960
- VV 36a
- ZWG 502.79
- Ark 43